# Viiratsi
Viiratsi (em estoniano:  Viiratsi vald) é uma cidade estoniana localizada na região de Viljandimaa.